# Халецкий, Николай Христофор
Николай Христофор (Криштоф) Халецкий (около 1589 — 7 апреля 1653) — государственный деятель Великого княжества Литовского, воевода новогрудский (1650—1653), великий оружейный (мечник) литовский с 1615 года, староста алькеницкий, лейпунский и алитуский. Депутат Сейма. Литератор.

## Биография
Родился в семье подскарбия великого литовского Дмитрия Халецкого и Регины (урождённой Дыбовской).
Обучался в академии в Вильне. Затем отправился на длительный период в заграничное путешествие и учёбу. Слушал лекции в Лёвенском университете и парижской Сорбонне. После 12 лет проживания за пределами государства вернулся на родину.
Во время польско-шведской войны 1617—1618 годов собрал и выставил собственную хоругвь.
В своëм алькеницком старостве содержал кузницу и мастерскую по отливке пушек, которые поставлял литовской армии.
Восемнадцать раз избирался послом Сейма.

## Творчество
Николай Халецкий — автор многих трактатов и научных исследований. Своё первое литературное произведение — панегирик, посвящённый гетману Яну Замойскому, опубликовал в столице Франции в 1606 году.
Кроме того, издал:
- Alegorie (1618)
- Binarius Chalecianus sive duo manipuli liliorum (1642)
- Mikołaj Krzysztof z Chalca Chalecki, Kompendium retoryczne и др.